# Jackie Jackson (album)
Jackie Jackson – album solowy Jackiego Jacksona z okresu gdy wraz z rodzinnym zespołem The Jackson Five tworzył w wytwórni Motown.

## Lista utworów
1. Love Don't Want To Leave 3:10 (Christine Yarian, Corporation, The)
2. It's So Easy 2:57 (Corporation, The)
3. Thanks To You 3:15 (Bea Verdi, Christine Yarian)
4. You're The Only One 3:03 (Corporation, The)
5. Didn't I (Blow Your Mind This Time) 3:15 (Thom Bell, William Hart)
6. Do I Owe 3:25 (Christine Yarian, Corporation, The)
7. Is It Him Or Me 4:26 (Christine Yarian, Corporation, The)
8. In My Dreams 3:05 (Christine Yarian, Corporation, The)
9. One And The Same 2:55 (Christine Yarian, Corporation, The)
10. Bad Girl 4:10 (Berry Gordy, William Robinson)